# Ribulose-5-phosphate
Le ribulose-5-phosphate (Ru5P) est un des produits finaux de la phase oxydative de la voie des pentoses phosphates et un intermédiaire du cycle de Calvin. 
Il est produit à partir du 6-phosphogluconate par la 6-phosphogluconate déshydrogénase et peut être modifié par la ribose-5-phosphate isomérase et la ribulose-phosphate 3-épimérase.